# DJ Premier

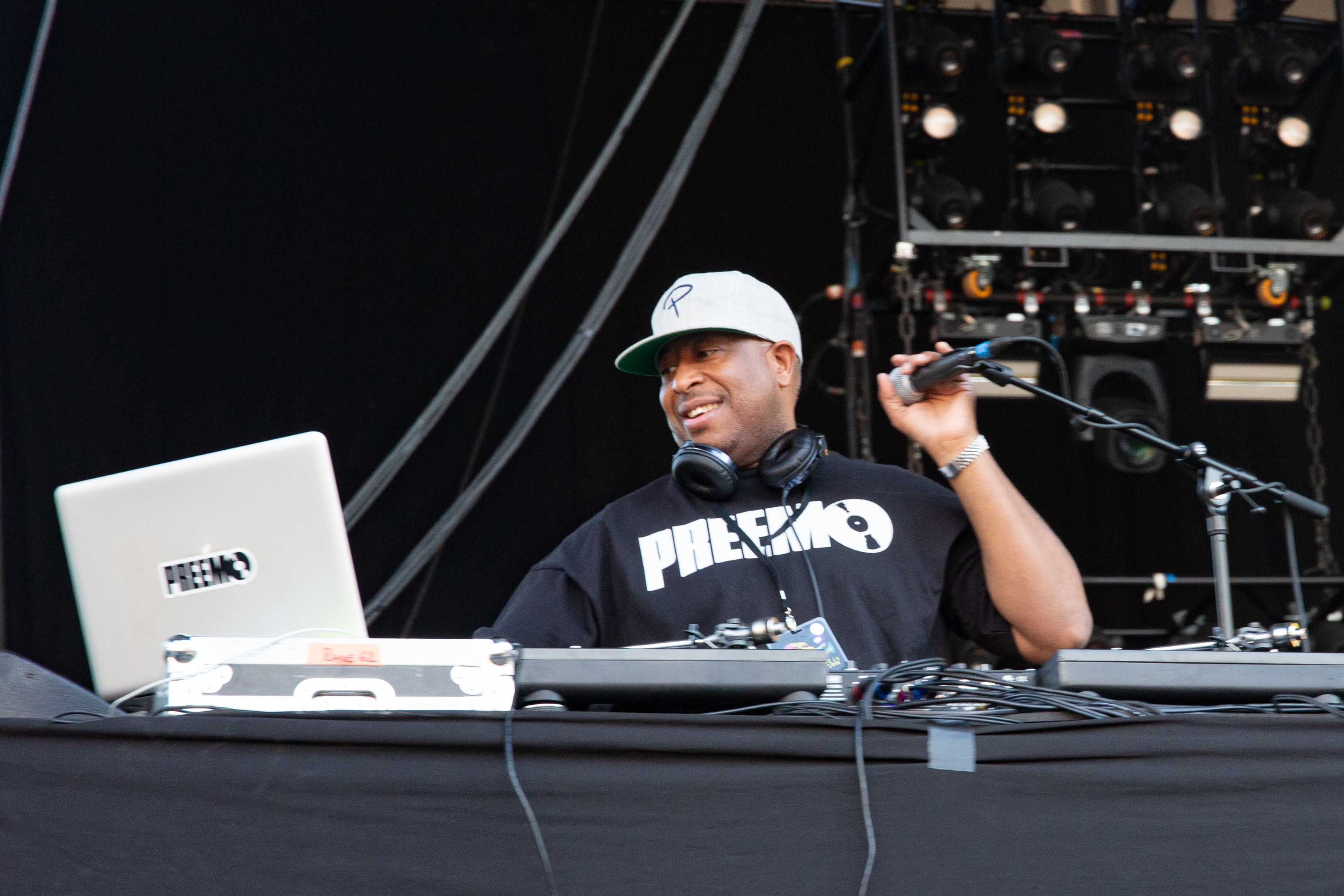
DJ Premier (2019)

Christopher Martin (Houston, Texas, 21 maart 1966), beter bekend als DJ Premier of Preemo, is een Amerikaans hiphopproducer en dj. Hij vormde samen met Guru - een acroniem voor Gifted Unlimited Rhymes Universal - het bekende hiphop duo Gang Starr. Oorspronkelijk droeg hij 'Waxmaster C' als artiestennaam met de 'C' als verwijzing naar zijn echte naam.
Oorspronkelijk uit Houston, maar deels opgegroeid in Brooklyn en leefde vrijwel zijn hele professionele carrière in Brooklyn. Hij studeerde informatica aan de Prairie View A&M, iets buiten Houston. Toen al bekend als Waxmaster C leerde hij een flink aantal instrumenten te bespelen en gaf hij de leiding in een platenwinkel. Nadat hij was teruggekeerd naar Brooklyn eind jaren tachtig leerde hij Guru kennen (afkomstig uit Boston). Guru had twee jaar eerder een groep gevormd genaamd Gang Starr, maar zijn voormalige partner, Mike Dee, was teruggekeerd naar Boston.
DJ Premier en Guru tekenden bij Wild Pitch en brachten een eerste single ('Manifest') en album (No More Mr. Nice Guy) uit. Gang Starrs interesse in het bij elkaar brengen van jazz en hiphop werd snel opgemerkt. Ze werden uitgenodigd om de soundtrack voor Spike Lees film Mo' Better Blues (1990) te maken. Hun daaropvolgende werk werd veel volwassener en beter op elkaar af gestemd. Twee klassieke East Coast albums kwamen kort na elkaar uit (Step in the Arena in 1991 en Daily Operation in 1992).
DJ Premier had jaren met andere rappers gewerkt en zijn producties voor de Funky Technician van Lord Finesse en DJ Mike Smooth legde de grondslag aan zijn status als een van de beste producers ter wereld. Hij nam daarna alleen maar op bij D&D Studios, een plek die, mede dankzij zijn inbreng, een status in de hiphopwereld kreeg.
1994 was een gouden jaar voor Preemo, misschien wel het beste jaar voor een rap producer ooit. Na het maken van nóg een Gang Starr klassieker (Hard to Earn) hielp hij mee bij het maken van een aantal projecten die uitvloeiden in échte hiphopklassiekers. Onder andere Illmatic
van Nas, Ready To Die van The Notorious B.I.G. en the Sun Rises in The East van Jeru the Damaja. Hoewel zijn arbeidsethos aanzienlijk afnam naarmate de jaren negentig vorderden, wist hij toch nog tracks te produceren op de eerste vier albums van Jay-Z. In het nieuwe millennium keerde hij sterker terug dan ooit, onder andere door samenwerkingen met Common, D.I.T.C, d'Angelo, Torae, Jadakiss en Snoop Dogg.
- Bibliothèque nationale de France: cb140121538 (data)
- Gemeinsame Normdatei: 1022646060
- International Standard Name Identifier: 0000 0000 0277 0800
- Library of Congress Control Number: no2012040392
- MusicBrainz: 084e06f5-3c82-4b71-bd94-dd69e7bd515e
- Virtual International Authority File: 233158714
- WorldCat: E39PBJwdg6dFD77kCHg37brg8C